# Церква Воздвиження Чесного Хреста (Микитинці)
Церква Воздвиження Чесного Хреста (Микитинці) — дерев'яна гуцульська церква в с. Микитинці Івано-Франківської області, Україна, пам'ятка архітектури національного значення, датована 1859 роком.

## Історія
Церква була споруджена в 1859 році замість церкви Успення св. Анни. У радянський період церква  охоронялась як пам'ятка архітектури Української РСР (№ 1169). В 1987-1990 роках храм зазнав реставрації.  Церкву використовує громада Української греко-католицької церкви. В церкві служили о. Роман Тринога, о.  Михайло Тимофіїв.

## Архітектура
Церква хрестоподібна в плані з квадратною навою і невеликими зрубами бокових рамен.  Вершки двоскатних дахів бокових зрубів розташовані на рівні вершини шентрального зрубу нави, над яким  на восьмигранній основі розташована шатроподібна баня з ліхтарем та маківкою. Із західної сторони до бабинця прибудовано засклений ганок. Ще один вхід прибудовано до північного рамена нави. До вівтаря прибудовано дві ризниці. Будівля обшита гонтом. Опасання розташоване навколо церкви. Дахи храму перекриті бляхою. В інтере'єрі храму зберігся темперний живопис XIX ст.

## Дзвіниця
До складу пам'ятки входить дерев'яна дзвіниця (1859 рік), побудована з матеріалу церкви Успення св. Анни, яка передувала нинішній церкві. Двіниця є триярусною  (фото дзвіниці) [Архівовано 10 серпня 2020 у Wayback Machine.]  та покрита шатровим дахом з п'ятьмя маківками, розташованими в центрі та по кутах даху, а також широким опасанням. Перший та другий яруси споруди зі зрубу, а верхній — каркасного типу.